# Pristina
Pristina (in albanese Prishtina; in serbo Приштина?, Priština) è la capitale del Kosovo, del quale,  con 227466 abitanti, è la città più grande. La popolazione dell'area metropolitana, agglomerato urbano e suburbano metropolitano, è calcolata in 511307 abitanti.
La città si trova su una pianura nella parte nord-orientale del Kosovo, nelle vicinanze della catena montuosa di Gollaku.
Pristina è il centro politico, economico, finanziario, commerciale, nonché culturale e religioso del Kosovo, sede del potere del governo del Kosovo, delle residenze del presidente e del primo ministro del Kosovo e del parlamento del Kosovo. È il nodo più importante del trasporto per via aerea, ferroviaria e stradale, con l'Aeroporto Internazionale di Pristina che è il più grande aeroporto del Paese e tra i più grandi della regione, mentre una serie di superstrade e autostrade, come la R6, R7 e R7.1, irradia la città e la collega con l'Albania e la Macedonia del Nord. Pristina, per l'identità, la lingua e la cultura comune, è strettamente gemellata con Tirana, capitale dell'Albania, con la quale è anche collegata dalla Rruga e Kombit (la Strada della Nazione).

## Storia
L'area di Pristina, con già una presenza umana durante il Paleolitico, in epoca classica fu la patria dagli Illiri. Re Bardhyli riunì varie tribù proto-albanesi nell'area di Pristina nel IV secolo a.C., stabilendo il regno di Dardania. L'eredità dell'età classica è ancora evidente nel comune, rappresentata dall'antica Ulpiana, considerata uno dei più importanti insediamenti illirico-romani della penisola balcanica. Tra il V e il IX secolo il territorio divenne parte dell'Impero bizantino. Dalla metà del IX secolo e nuovamente dalla fine dell'XI al XIII secolo il territorio fu occupato dagli slavi del Regno di Bulgaria. In seguito, nel XIV secolo, cadde nuovamente sotto dominio politico slavo del Regno di Serbia.
Nel tardo Medioevo, in seguito alla conquista ottomana dei Balcani, Pristina divenne un importante centro minerario e commerciale, grazie alla sua posizione strategica, vicino alla ricca città mineraria di Artana. Pur mantenendo la sua etnicità albanese, nel XX secolo è stata inglobata nella ex-Jugoslavia, ottenendo la sua indipendenza solo recentemente (2008). Dal 1941 al 1944, nel costituire una parte dell'Albania etnica, fu capoluogo della provincia omonima unita all'Albania occupata dal Regno d'Italia.

## Geografia fisica

### Territorio
Il territorio è prevalentemente montuoso.

### Clima
| Pristina            | Mesi | Mesi | Mesi | Mesi | Mesi | Mesi | Mesi | Mesi | Mesi | Mesi | Mesi | Mesi | Stagioni | Stagioni | Stagioni | Stagioni | Anno  |
| Pristina            | Gen  | Feb  | Mar  | Apr  | Mag  | Giu  | Lug  | Ago  | Set  | Ott  | Nov  | Dic  | Inv      | Pri      | Est      | Aut      | Anno  |
| ------------------- | ---- | ---- | ---- | ---- | ---- | ---- | ---- | ---- | ---- | ---- | ---- | ---- | -------- | -------- | -------- | -------- | ----- |
| T. max. media (°C)  | 2,4  | 5,5  | 10,5 | 15,7 | 20,7 | 23,9 | 26,4 | 26,7 | 23,1 | 17,1 | 10,1 | 4,1  | 4,0      | 15,6     | 25,7     | 16,8     | 15,5  |
| T. min. media (°C)  | −4,9 | −2,8 | 0,2  | 4,2  | 8,5  | 11,4 | 12,5 | 12,3 | 9,4  | 5,0  | 0,9  | −3,1 | −3,6     | 4,3      | 12,1     | 5,1      | 4,5   |
| Precipitazioni (mm) | 38,9 | 36,1 | 38,8 | 48,8 | 68,2 | 60,3 | 51,6 | 44,0 | 42,1 | 45,4 | 68,2 | 55,5 | 130,5    | 155,8    | 155,9    | 155,7    | 597,9 |

## Origini del nome
Una diffusa ipotesi fa derivare il nome della città dal termine proto-slavo  *pryščina, col significato di "sorgente", il quale è attestato nei dialetti della Moravia; tale termine a sua volta deriva dal verbo *pryskati, ossia "schizzare", "spruzzare" , corrispondente a prskati nel Serbo moderno.
Il toponimo Priština appare anche come nome di un villaggio vicino Teslić, in Bosnia ed Erzegovina.
Dal 1945, durante il periodo dell'ex-Jugoslavia, era nota dagli slavi in serbo come Приштина/Priština.

## Storia
Durante l'epoca romana, prosperava Ulpiana al posto dell'attuale Lipjan, a 15 chilometri a sud dell'attuale capitale. Essa fu distrutta ed in seguito ricostruita dall'imperatore romano d'Oriente Giustiniano I. Dopo il decadimento di quest'ultima fu scelto l'attuale luogo perché più facile da raggiungere, favorendo il commercio. Grazie a quest' ultimo fattore la città si sviluppò rapidamente, fungendo da importante passaggio attraverso i Balcani.
La scelta di trasformarla in capitale fu presa dal re serbo Milutin e i suoi successori la fecero fiorire ulteriormente. La città cadde in mano Ottomana nel 1389 a seguito della battaglia della Piana dei Merli e poi definitivamente nel 1454. Il lungo periodo sotto dominio turco portò a un cambiamento radicale della città: furono costruite numerose moschee volute dal sultano Mehmet II e, di conseguenza, si convertì all'Islam la maggior parte della popolazione residente.

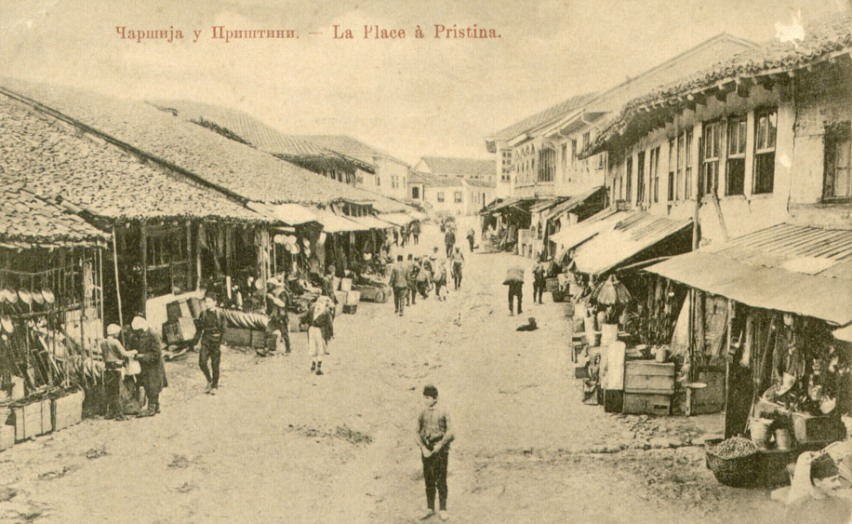
Antica cartolina di Pristina di fine Ottocento

Dopo alcune rivolte nazionaliste nel 1878, promosse dalla Lega di Prizren, la città passò in mano albanese. Prima del 1939 la popolazione della città era composta prevalentemente da serbi e albanesi, ma la politica della Pulizia etnica imposta dallo stato serbo, portò a far emigrare gli albanesi rendendoli una minoranza.
Tra il 1941 e il 1945, Pristina fu unita al resto dell'Albania e quindi annessa al regno d'Italia, provocando di conseguenza un aumento dell'etnia albanese ma fu anche occupata per un periodo (fino al novembre del 1944) dalle truppe naziste che attuarono una persecuzione contro i serbi provocandone la fuga.
Alla fine delle ostilità, Pristina passò sotto il controllo Jugoslavo e fu quindi integrata nella Repubblica Socialista Federale di Jugoslavia come provincia autonoma della Repubblica Socialista di Serbia. Dopo un primo periodo caratterizzato dal centralismo di Belgrado, le riforme autonomistiche del 1966 spostarono l'equilibrio più a favore degli albanesi che furono in grado di rimpiazzare la dirigenza serba.
Dopo la morte di Tito le spinte autonomistiche divennero sempre maggiori e sfociarono in aperte rivolte studentesche (1981). Le manifestazioni assunsero un carattere di massa e le richieste divennero sempre più esigenti, chiedendo la creazione di una Repubblica Socialista Kosovara all'interno della Jugoslavia. Il 6 aprile, il governo kosovaro dichiarò lo stato di emergenza e la polizia federale intervenne reprimendo brutalmente le sommosse.
Nel 1990 Slobodan Milošević incrementò la politica nazionalista serba: furono licenziati parecchi lavoratori e gli studenti non terminarono i loro studi, espulsi dall'università. Per tutta risposta fu creato un governo filo albanese che reclamava l'annessione allo stato albanese adiacente. Nel 1996 si arrivò alla Guerra civile jugoslava in cui fu bombardata e rasa al suolo gran parte della città. Molti abitanti emigrarono all'estero, verso la Macedonia e altri stati europei, come risultato una diaspora kosovara. L'apice della guerra fu raggiunto nel 1999.
L'ingresso delle truppe Nato portò alla fine delle ostilità aperte ma non alle violenze tra civili, di cui furono vittima in particolare i serbi che, di conseguenza, lasciarono in massa la città.
In seguito, Pristina divenne capitale e sede dell'amministrazione dell'ONU (UNMIK), beneficiando di aiuti e cooperazione internazionale, oltre che di donazioni e rimesse da parte dei connazionali emigrati all'estero. L'arredo urbano è stato ripristinato e migliorato generando un periodo di sviluppo sia sociale che economico.

## Monumenti e luoghi di interesse
- Museo Etnografico Emin Gjiku
- Biblioteca Nazionale del Cossovo

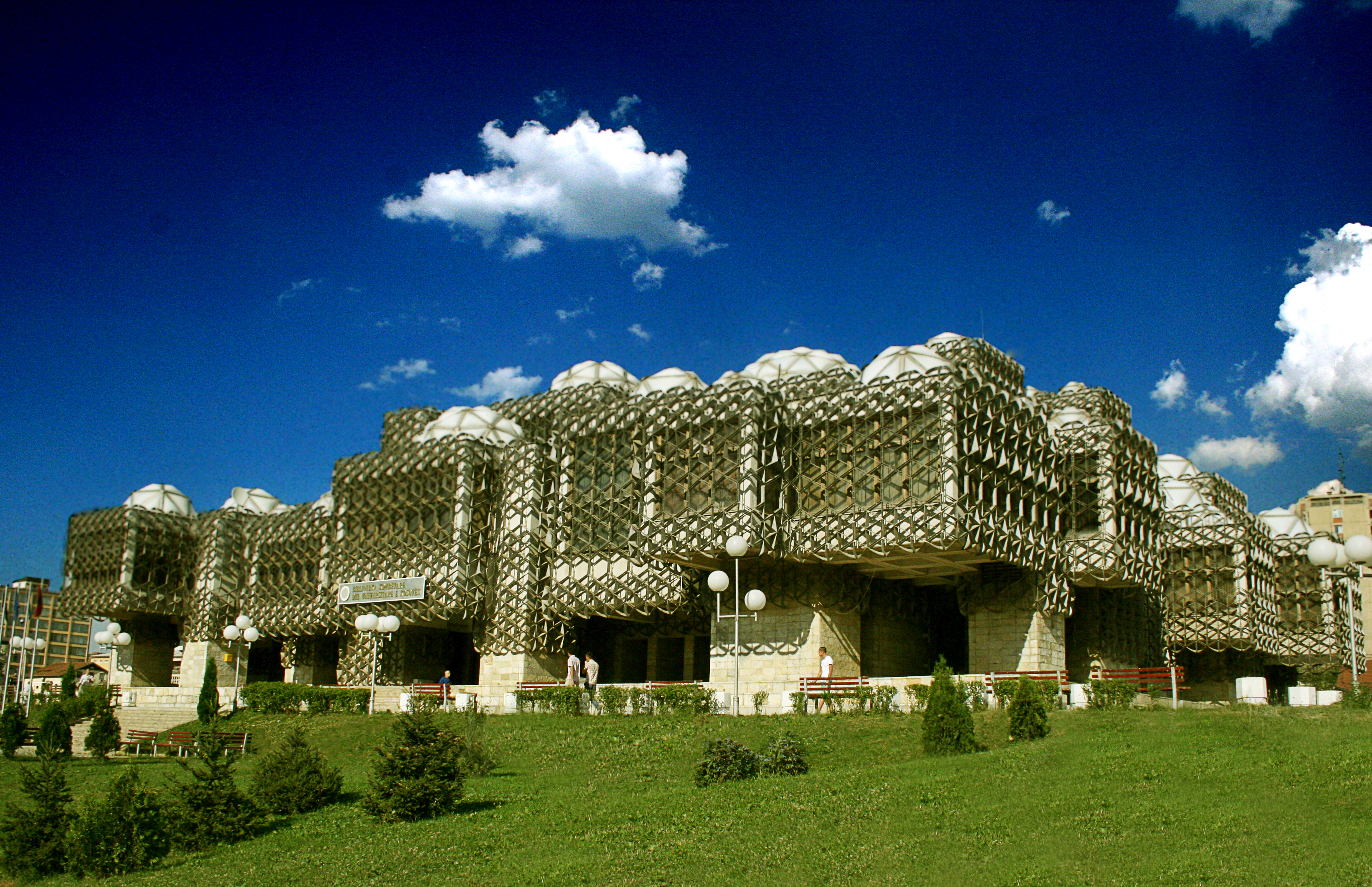
Biblioteca Nazionale del Cossovo

- Cattedrale cattolica latina di Santa Madre Teresa

## Società

### Evoluzione demografica
| Composizione etnica |          |   |        |   |         |   |       |   |       |   |          |        |   |         |
| Anno/Etnia          | Albanesi | % | Turchi | % | Ashkali | % | Serbi | % | Rom   | % | Bosniaci | Gorani | % | Totale  |
| 2021                | 97,77%   |   | 1,08%  |   | 0,28%   |   | 0,22% |   | 0,03% |   | 0,2%     | 0,1%   |   | 218.782 |

Secondo la stima dell'Agenzia di statistica del Kosovo (KAS) dal censimento del 2011, c'erano 198.897 persone residenti nel comune di Pristina, che rappresentano la città e il comune più popolosi del Kosovo. [2] La popolazione urbana del comune di Pristina era di circa 160.000, mentre la popolazione rurale era di circa 37.000. [2] Con una densità di popolazione di 380,3 persone per chilometro quadrato, Pristina è il terzo comune più densamente popolato del Kosovo.

### Religione
|               |               |  |        |        |
| ------------- | ------------- |  | ------ | ------ |
| Islam         | Islam         |  | 95,60% | 95,60% |
| Cristianesimo | Cristianesimo |  | 4,27%  | 4,27%  |
| Non affiliati | Non affiliati |  | 0,07%  | 0,07%  |
| Altri         | Altri         |  | 0,06%  | 0,06%  |

Come nel resto del Kosovo, la popolazione di Pristina è per la maggior parte musulmana. In città vi sono poi minoranze cattoliche e ortodosse.

## Geografia antropica

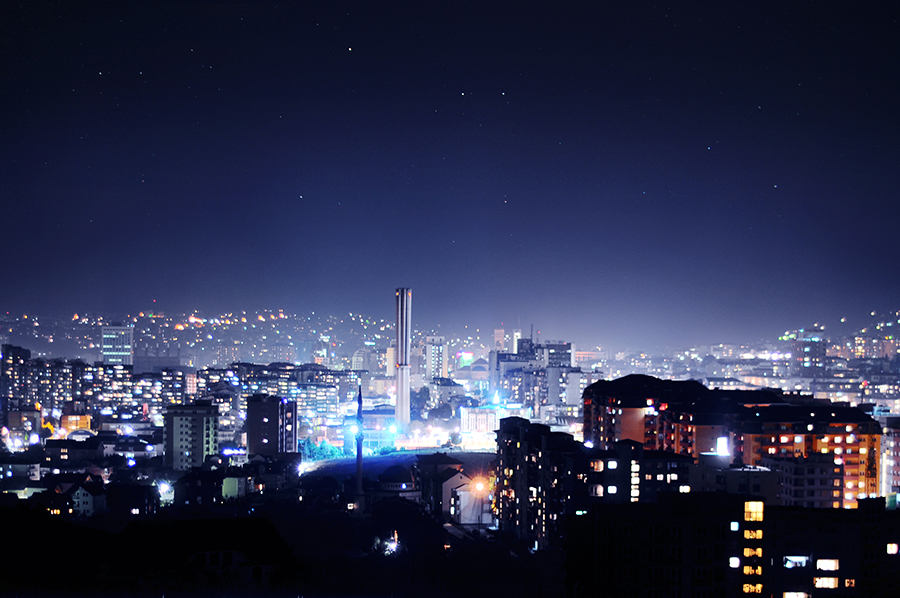
Panoramica notturna di Pristina

La città è situata nel centro del Kosovo (che comprende la città di Pristina, il suo agglomerato urbano e si estende ai sobborghi e ai villaggi).

### Suddivisioni amministrative
La municipalità si divide nei seguenti villaggi: Prugovc (in albanese Prugovc), Barilev (in albanese Barilevë), Kećekolje (in albanese Keqekollë) e Kolić i Hajvali (in albanese Koliq dhe Hajvali).

## Amministrazione

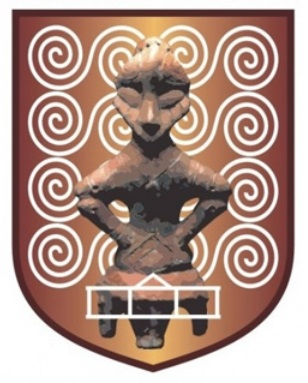
Stemma comunale

### Relazioni internazionali

#### Gemellaggi
Dal 2008 Pristina è gemellata con:
- Tirana

#### Partenariati
- Saranda
- Vranje
- Zagabria
- Kavana
- Lodève
- Velbert
- Moosseedorf
- Namur
- Kyjov
- Ankara
- Lilburn[senza fonte]

Pristina ha avuto, mantiene e coltiva gemellaggi con i vari comuni e frazioni della storica comunità albanese d'Italia (nelle regioni di Basilicata, Puglia, Molise, Calabria e Sicilia).

## Sport

### Calcio
La principale società calcistica della città è il Football Club Prishtina. Altre società sono il Klub Futbollistik Kosova Prishtinë e il Flamurtari Prishtina.

## Galleria d'immagini

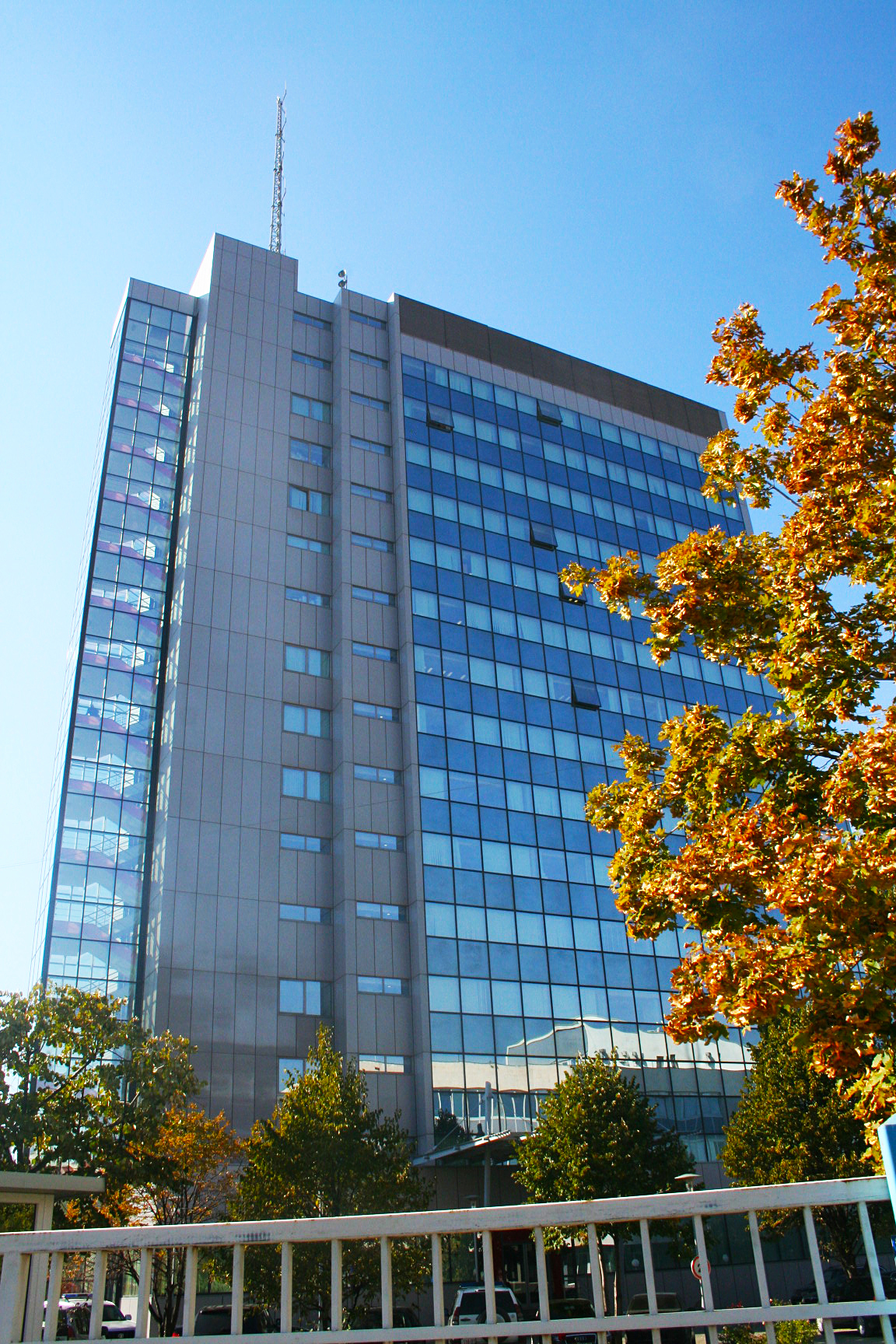
Palazzo centrale del governo del Kosovo
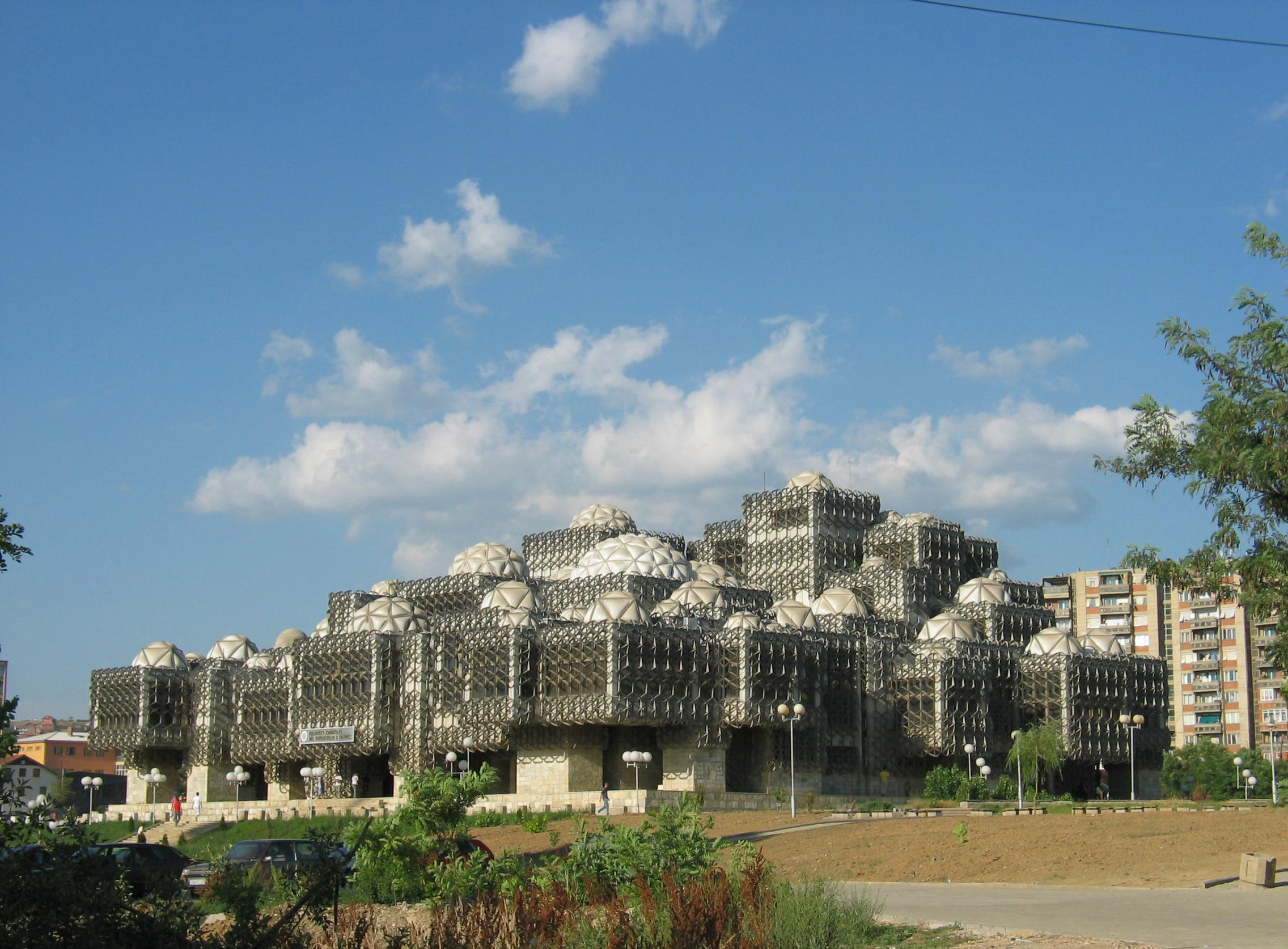
Biblioteca Nazionale del Kosovo
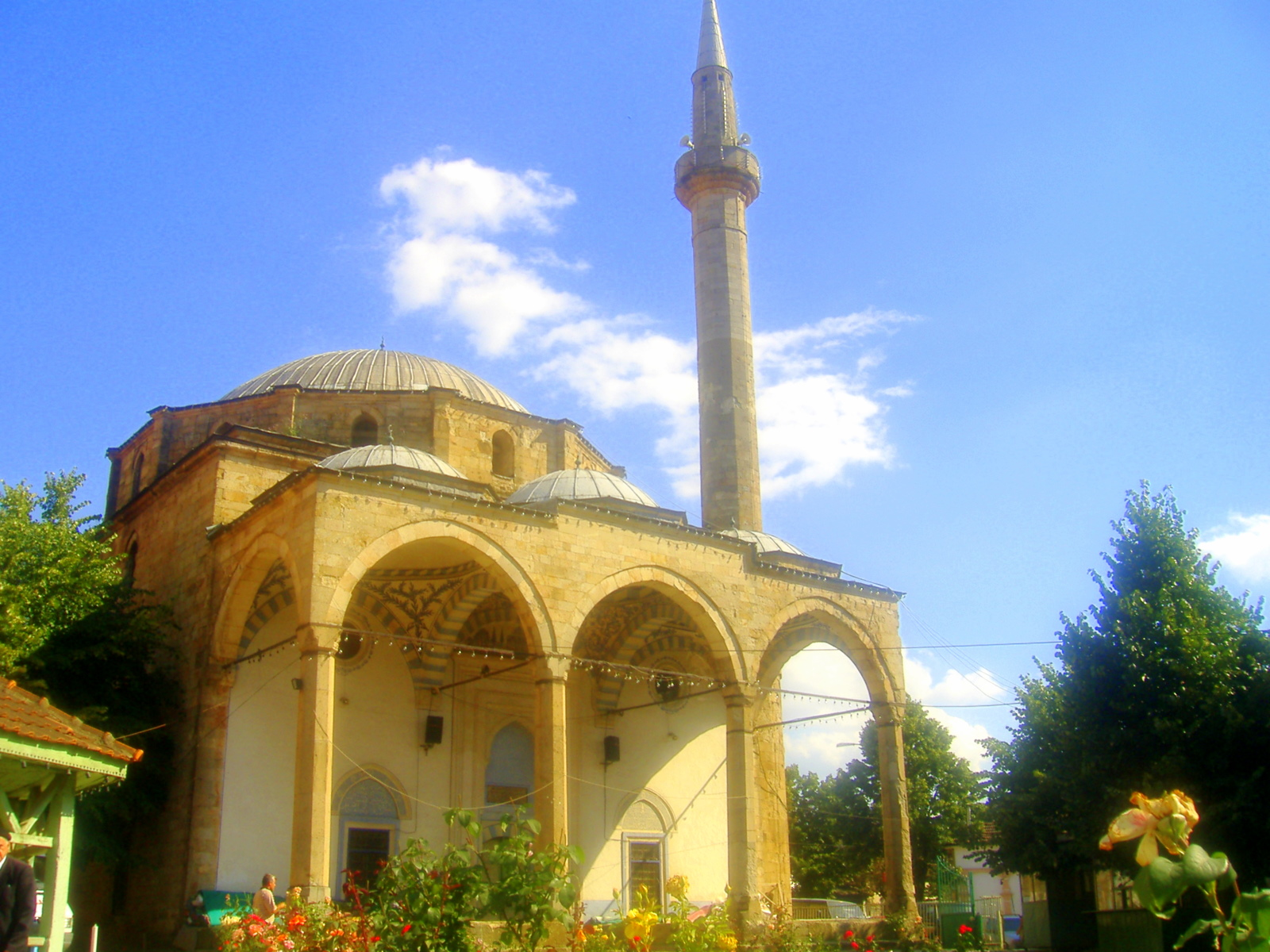
La Moschea Imperiale di Pristina
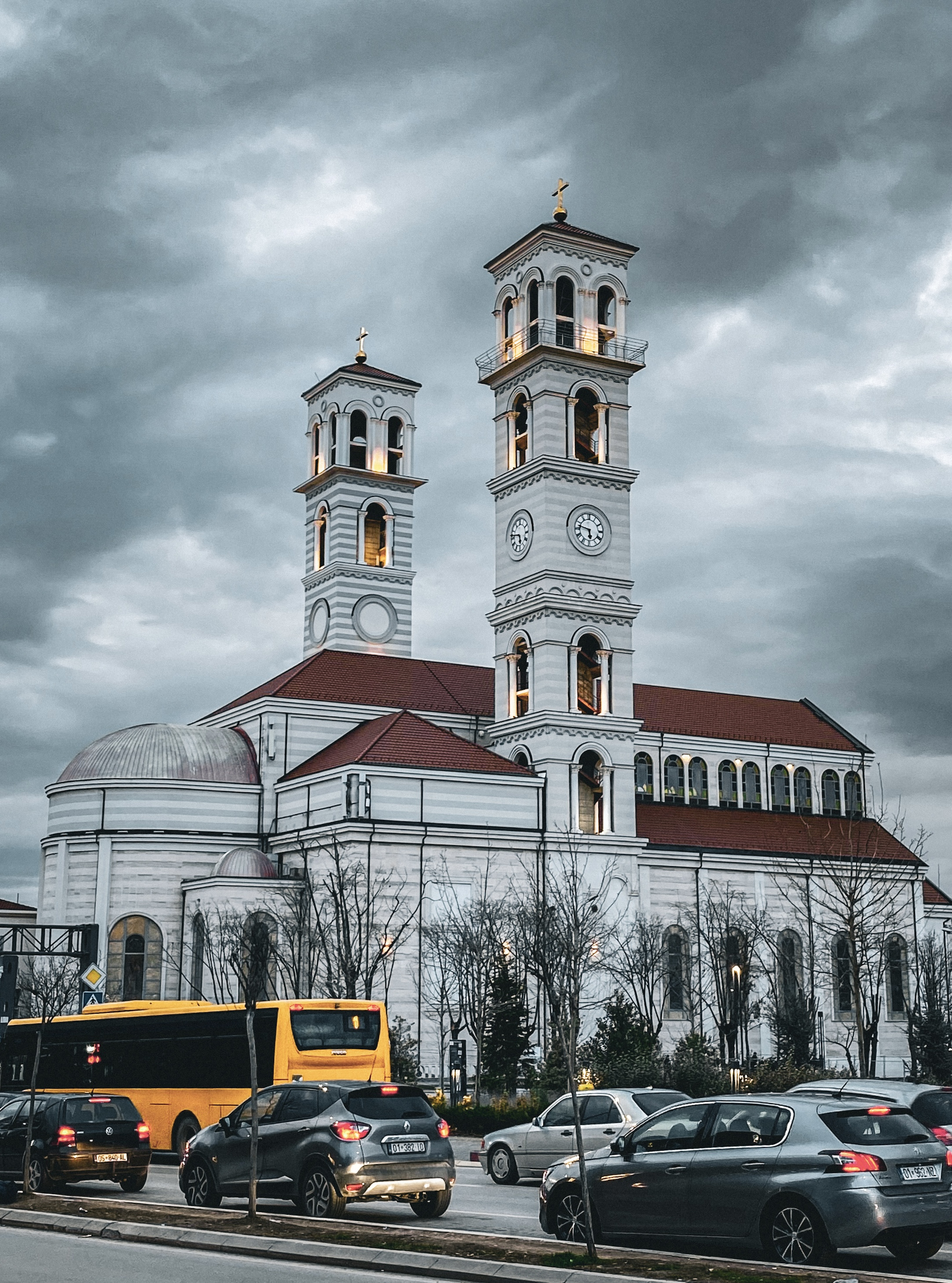
Concattedrale di Santa Madre Teresa
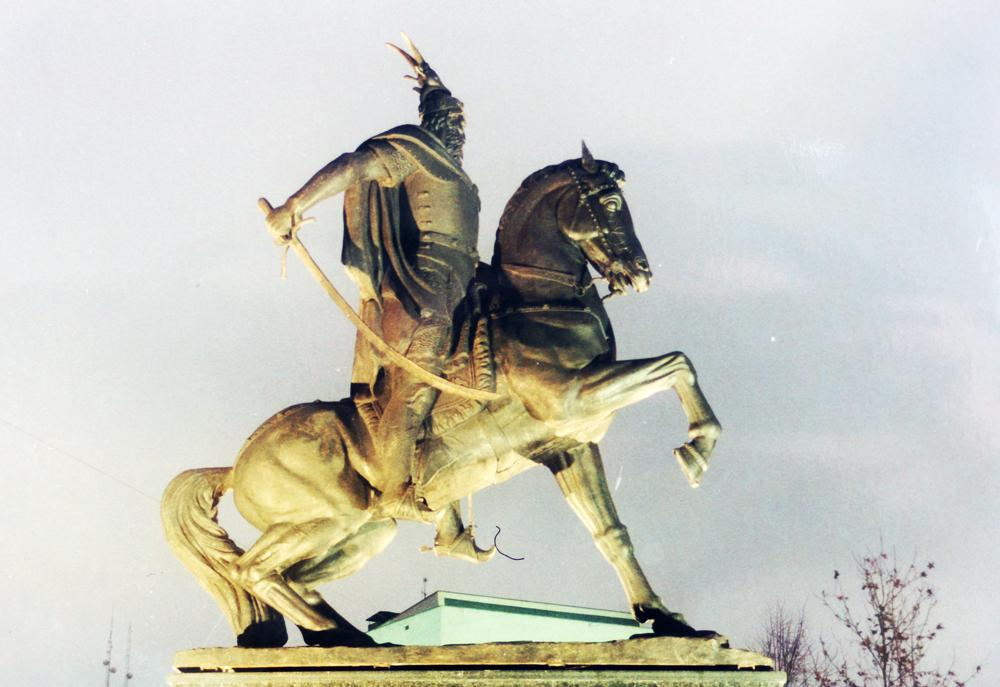
Statua equestre di Castriota